# 糯米砂漿

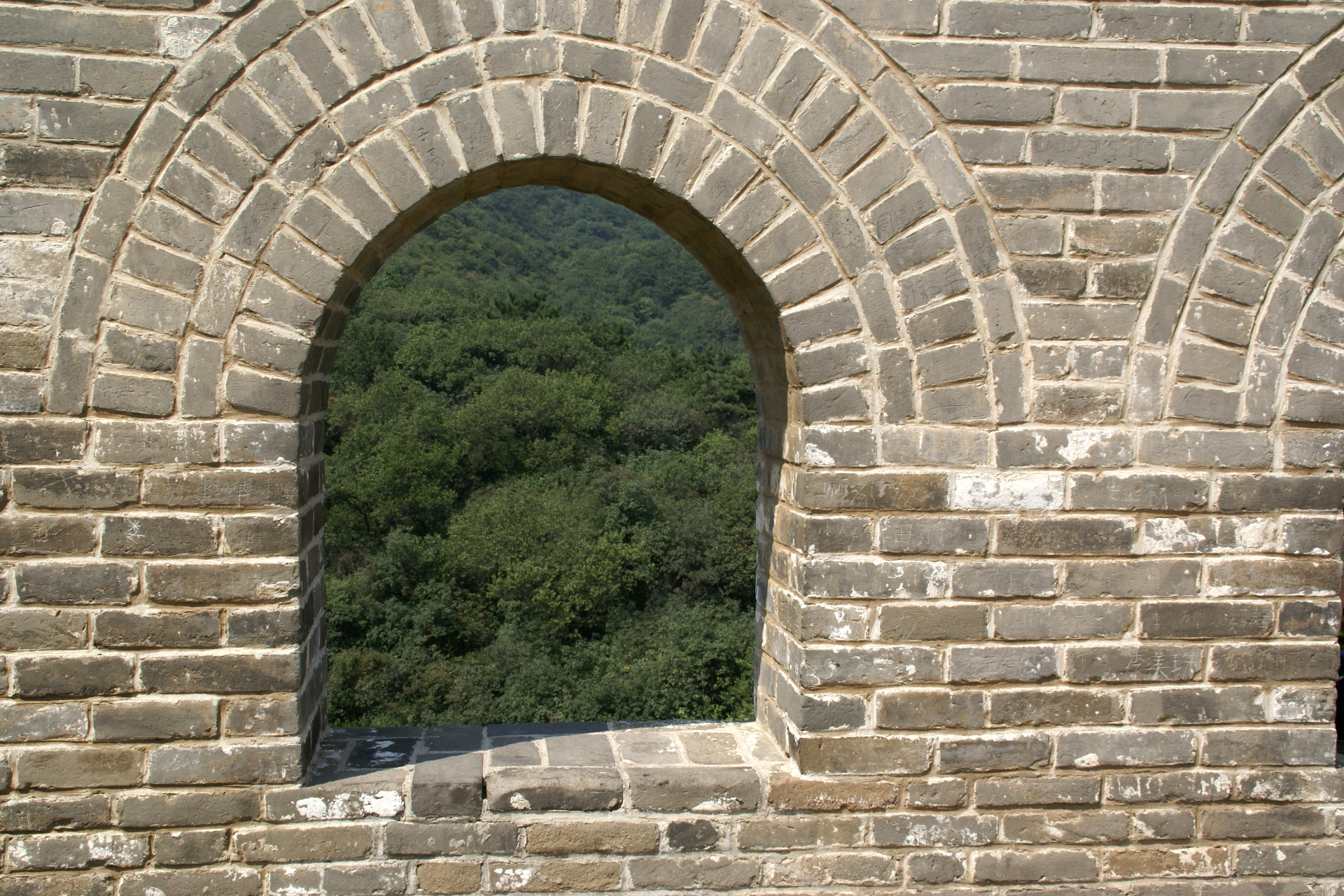
用糯米砂浆粘在一起的长城砖块

糯米砂漿，或稱糯米石灰浆（英文：Sticky rice mortar），是一种中國傳統建築使用的砂浆，用来粘合砖墙，其作用类似于今天的水泥混凝土一类，砂漿的一種，約發明於1500年前的中國南北朝，即西元500多年（6世紀）之時，是第一种使用有機和無機原料製成的複合砂漿。
中國明朝的建築工人將糯米湯與標準砂漿混合，發明了此種砂漿，其性能超出一般砂漿，強度更大於純石灰砂漿，异常坚固，且更具耐水性，并成为中国古代建筑屹立不倒的重要因素。利用糯米砂漿修建之墓穴、寶塔、城牆，不少存在至今，其中包括長城，有些古建築物非常堅固，甚至現代推土機都難以推倒，還能承受強度很大的地震亦是拜此所賜。
这技術一度失傳，近年被张秉堅（有时被误译作“张炳建”）博士发现，並揭开了國外長久以来流傳的“中國古代建築缘何如此堅固”这一難题。自此，中国在修复古建时，越来越多地使用糯米石灰浆技术以达到“以旧修旧”的效果。

## 利用糯米石灰浆建造的著名建筑
- 万里长城，因東西綿延上萬華里而得名